# Doug Varone
Pour les articles homonymes, voir Varone (homonymie).
Doug Varone, né à Syosset dans l'État de New York le 5 novembre 1956, est un danseur et chorégraphe américain.

## Biographie
Il fonde sa compagnie en 1986 à New York et se produit la même année avec elle pour la première fois à la PS122 dans East Village. En 2003, le Metropolitan Opera lui commande une nouvelle version du Sacre du printemps qui remporte un grand succès. Il a reçu deux Bessie Awards en 1998 et 2007.

## Principales chorégraphies
- 1993 : Rise
- 2000 : Tomorrow sur les chansons de Reynaldo Hahn
- 2000 : Neither
- 2001 : Ballet mécanique d'après George Antheil
- 2002 : The Bottomland
- 2003 : Le Sacre du printemps d'après Igor Stravinsky
- 2004 : Salomé d'après Richard Strauss
- 2006 : Dense Terrain
- 2006 : Lux sur Light de Philip Glass
- 2009 : Alchemy sur les Daniel Variations de Steve Reich